# Sân vận động Hà Tĩnh
Sân vận động Hà Tĩnh là một sân vận động bóng đá nằm trong khuôn viên khu liên hợp thể thao của Trung tâm Thể dục - Thể thao Hà Tĩnh ở phường Thành Sen, tỉnh Hà Tĩnh. Hiện tại, sân vận động là sân nhà của câu lạc bộ bóng đá Hồng Lĩnh Hà Tĩnh.

## Lịch sử
Sân vận động Hà Tĩnh được khởi công xây dựng và hoàn thành vào đầu những năm 90 của thế kỷ trước, với sức chứa 15.000 khán giả, sau khi cải tạo sân giảm xuống còn 10.000 khán giả. Dù mới được xây dựng từ năm 1991 nhưng sau gần 20 năm không được bảo trì, cải tạo, công trình này đã bị hư hỏng và xuống cấp trầm trọng, không đáp ứng được các chỉ tiêu của một sân bóng chuyên nghiệp.
Năm 2003, trong khoảng thời gian Hà Tĩnh có đội bóng tham gia Giải bóng hạng nhì Quốc Gia, sân đã được đầu tư cải tạo lại mặt cỏ và một số hạng mục. Thế nhưng, sau 15 năm, "chảo lửa Hà Tĩnh" một thời vẫn chưa được trùng tu, bảo dưỡng, đến đầu năm 2019 cơ sở vật chất sân bóng đã xuống cấp trầm trọng. Sân vận động Hà Tĩnh cũng chưa có hệ thống giàn đèn phục vụ các trận đấu diễn ra vào chiều muộn, chưa có hệ thống thoát nước, tiêu úng khi mưa lũ xảy ra.

Nhằm đảm bảo điều kiện thi đấu cho Câu lạc bộ bóng đá Hồng Lĩnh Hà Tĩnh, Uỷ ban nhân dân tỉnh đã có công văn cho phép Câu lạc bộ Hồng Lĩnh Hà Tĩnh sử dụng sân vận động tỉnh làm sân nhà tập luyện và thi đấu. Đồng thời, đồng ý chủ trương sửa chữa, cải tạo, nâng cấp sân vận động tỉnh để đảm bảo thiết chế văn hóa, thực hiện tốt nhiệm vụ văn hóa, thể thao, đáp ứng yêu cầu đạt tiêu chí loại II của Thành phố Hà Tĩnh và tổ chức giải bóng đá chuyên nghiệp quốc gia. Tháng 7 năm 2019, sân vận động Hà Tĩnh được đầu tư nâng cấp khang trang, hiện đại với tổng kinh phí hơn 62 tỷ đồng. Sân sau khi hoàn thành đưa vào khai thác làm sân nhà của CLB Bóng đá Hồng Lĩnh Hà Tĩnh trong các mùa giải vừa qua. Tuy nhiên, 2 trận lũ năm 2020 đã làm hư hỏng nhiều hạng mục trên sân. Ngay sau đó, Hà Tĩnh đã kịp thời đầu tư gần 500 triệu đồng khắc phục hậu quả để sớm đưa vào phục vụ các trận đấu sân nhà của đội bóng núi Hồng.

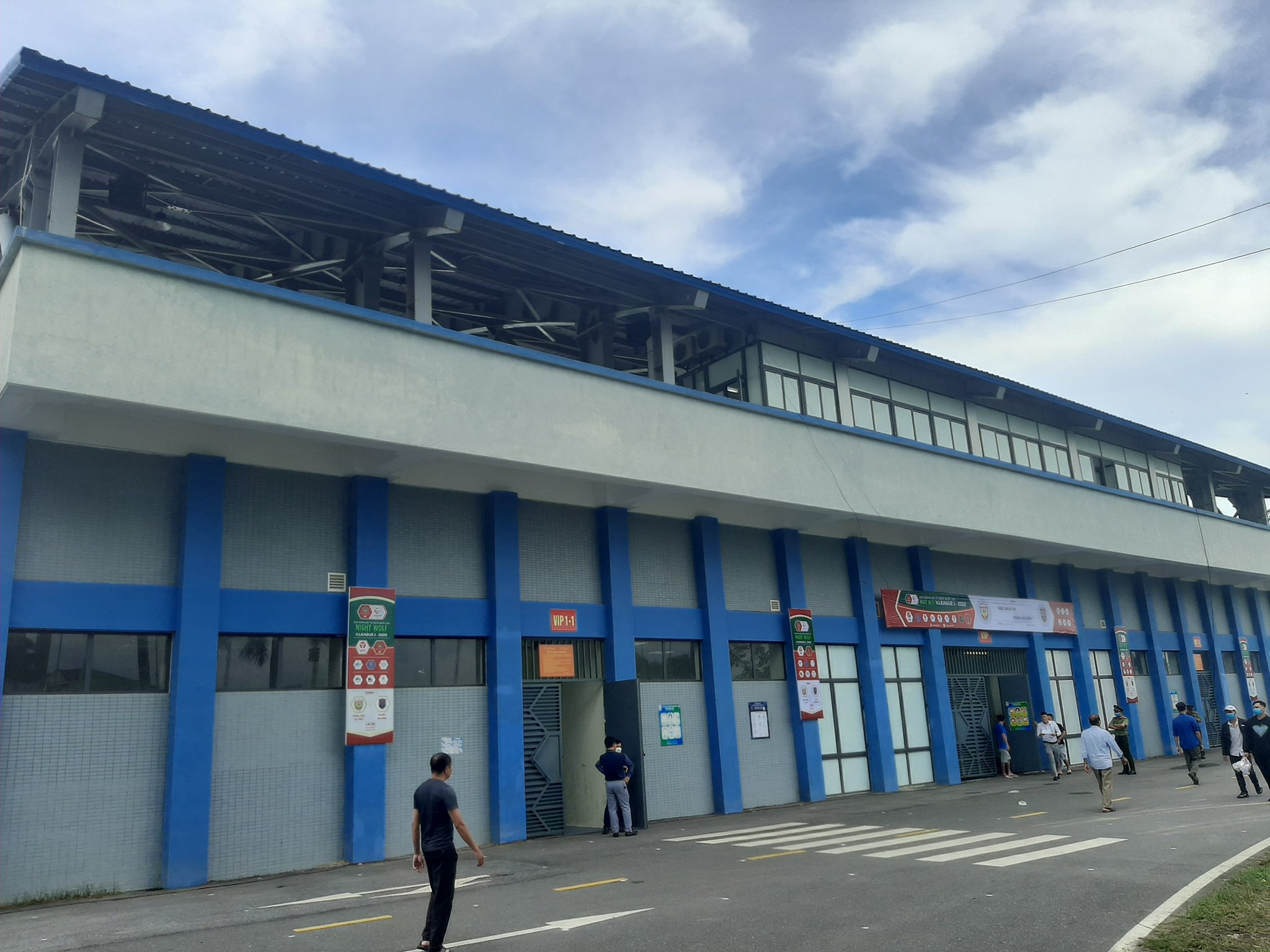
Mặt ngoài sân vận động Hà Tĩnh